# Третьякова, Галина Николаевна
Галина Николаевна Третьякова (укр. Галина Миколаївна Третьякова; род. 21 января 1963 года, с. Новокубанка, Целиноградская область, Казахская ССР, СССР) — украинский общественный деятель, политик.
Народный депутат Украины IX созыва.

## Биография

### Образование
Окончила Харьковский авиационный институт (квалификация «Инженер-механик авиационных двигателей»). Выпускница Международного института рыночных отношений и предпринимательства (магистр финансов). Соискатель ученой степени кандидата экономических наук. Окончила Институт международных отношений Киевского национального университета имени Тараса Шевченко.

### Трудовая деятельность
Третьякова является руководителем общественной организации «Институт гражданских свобод».
Возглавляла общественный совет при Пенсионном фонде Украины.
Была членом правления Пенсионного фонда Украины, а также входила в состав общественных советов при министерствах (Министерство здравоохранения, Министерство социальной политики, Министерство финансов и Министерство доходов и сборов Украины).
Генеральный директор Украинской федерации страхования. Эксперт «Реанимационного пакета реформ».

## Политическая деятельность
Кандидат в народные депутаты от партии «Слуга народа» на парламентских выборах 2019 года, № 54 в списке. На время выборов: руководитель общественной организации «Институт гражданских свобод», беспартийная. Проживает в Киеве.
Председатель Комитета Верховной Рады по вопросам социальной политики и защиты прав ветеранов. На своём посту вступала в активную конфронтацию с профсоюзами, продвигая реформы трудового законодательства, направленные, по её собственным словам, на принятие «либерального для работодателя» Трудового кодекса, который будет «„наезжать“ на права и дискриминировать наемного работника».
Неоднократно подвергалась критике за взгляды и высказывания, разительно несовместимые с вверенным ей направлением социальной политики. Так, критику в СМИ вызвало её выступление, в котором она в качестве положительного примера приводила «стерилизацию женщин без высшего образования при Ли Куан Ю» и употребляла термин «дети низкого качества», утверждая, что их родители при планировании ребёнка руководствовались перспективой получения социальной помощи. Впоследствии сама Третьякова оправдывалась за свои слова, списывая их на использование «терминологии из исследований Гэри Беккера». Впрочем, критики указывали, что весь её вебинар был проникнут социал-дарвинистскими и элитистскими идеями презрения к неимущим и «непроизводительным». Скандальным стало и заявление Третьяковой, что родственники пропавших без вести в войне на Донбассе якобы «наживаются» на социальных пособиях этих людей, не желая признавать их умершими.
Секретарь группы по межпарламентским связям с Ирландией.
Член делегации для участия в Трехсторонней контактной группе, представитель в рабочей подгруппе по гуманитарным вопросам.